# Вади-эс-Сир
Вади-эс-Сир (араб. وادي السير‎, англ. The Valley of the Orchards) — муниципалитет, расположенный в 12 километрах (7 миль) к северо-западу от центра иорданской столицы, в пригородах Аммана.

## Города и районы

### Вади-эс-Сир

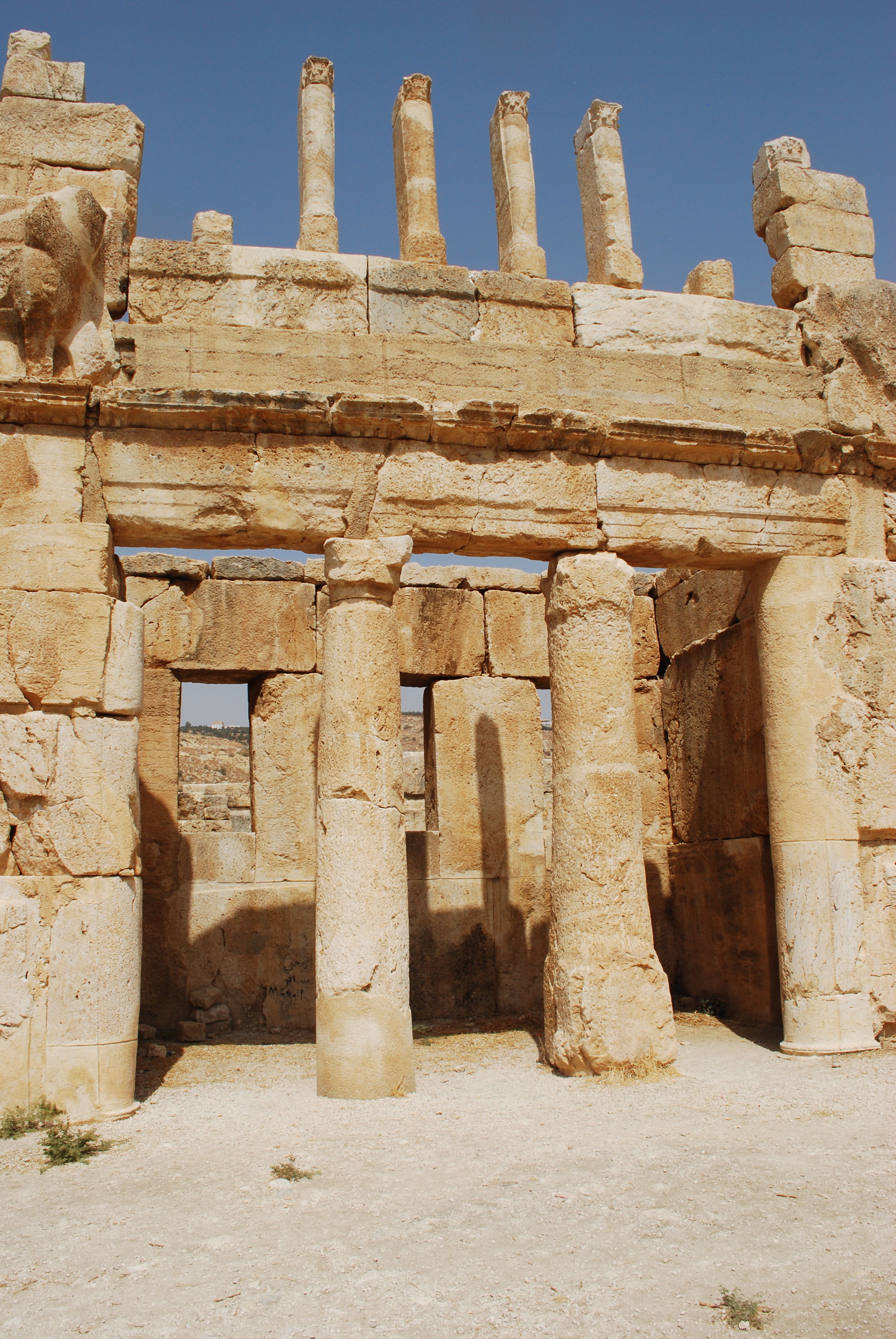
Ирак аль Амир

Вади-эс-Сир - это небольшой город с низким доходом в предместьях муниципалитета. На его территории находятся османские здания, построенные там в начале 20-го века. В 10 километрах от Вади-эс-Сира — руины замка Каср-эль-Абд, а также Ирака-эль-Амира, исторической пещеры.
В Вади-эс-Сире находятся известное историческое здание суда, старый форт, район, стоящий на чрезвычайно крутых холмах, которые окружены европейскими узкими улицами. Область находится в чрезвычайных предместьях города. Название города — архаичное составное существительное Levantine, это примерно переводится как «Гумно Долины Садов».

### Свефиех
Свефиех — один из самых важных культурных районов столицы Амман, расположенный в муниципалитете «Вади-эс-Сир». Район является родиной развлечения, бьющий в индустрию покупок страны. 

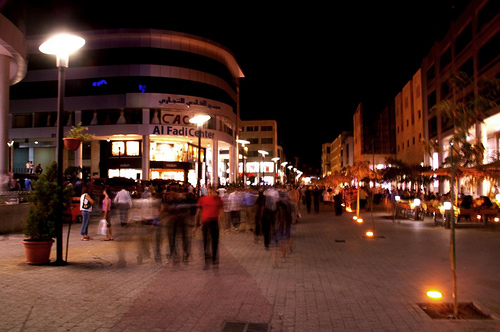
Пешеходная зона Свефиеха, около 3:00

 В Свефиехе также есть большое число известных школ, таких как английская школа, британская школа международного сообщества, современная американская школа и греческая школа патриарха Диодороса.
Свефиех является родиной Барака Молл, это один из самых влиятельных торговых центров в районе из-за его красивой и причудливой, основанной на стакане архитектуры и его культового комплекса кино.

### Абдун
Абдун — влиятельный жилой и коммерческий район около Свефиеха. Абдун, как полагают многие, является самым богатым районом города. Он расположен на юго-западе города. Здесь расположена самая дорогая недвижимость Иордании. Абдун — один из центров города ночной жизни. Есть несколько ночных клубов, главным образом высокого уровня, расположенных в Абдуне, которые часто посещаются местными жителями города и туристами.

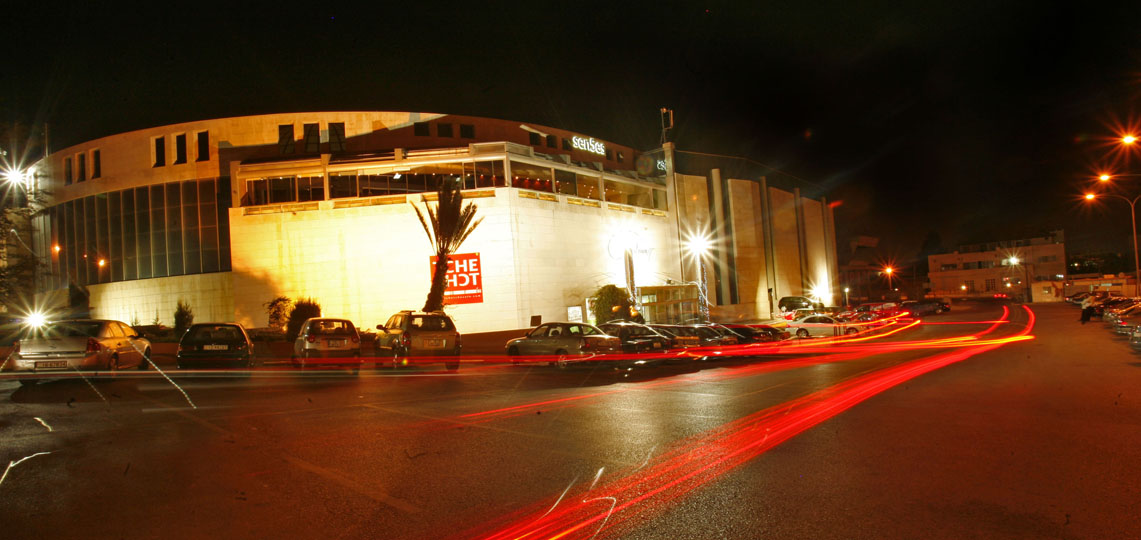
Первый Торговый Центр в Абдуне.

Округ Абдун окружен многочисленными ресторанами, кафе и киосками, и является популярным местом среди молодёжи города. Абдун-Молл, первый торговый центр города, также расположен в районе.
Район менее переполнен, чем остальная часть муниципалитета, и принимает форму районов и независимых вилл, которые известны тем, что они были самыми дорогими в Леванте, Европе и Азии. Район также является родиной британцев и американских послов в Иордании.

## Культура
В Долине Садов есть некоторая довольно отличительная культура, которая формирует культуру остальной части города. У муниципалитета самая большая численность населения западноевропейских и североамериканских жителей. Район Свефиех является родиной индустрии моды муниципалитета и остальной части города. Абдун — одна из нескольких низко переполненных областей во всем городе с отличительной архитектурой и жильём. У Сер-Сити Вади есть историческая архитектура, такая как старое здание суда, старый форт и район, который стоит на чрезвычайно крутых западных холмах. Однако Сер-Сити Вади не затрагивает культуру области вследствие того, что высокий процент населения имеет с низким доходом, в отличие от Свефиеха и Абдуна, который почти исключительно населяются богатыми. В целом культура Свефиеха и Абдуна основана на СМИ, моде, финансах и покупках, которые являются очень важным аспектом каждого дня жителей областей. В городе любят проживать знаменитости. Некоторые недостатки проживания в области — высоко переполненное население с безостановочным движением, тяжелый смок и туман, который затрагивает весь город в целом и может обернуть его в течение многих недель, здесь более высокий уровень преступности, чем в других городах, и чрезвычайно дорогая стоимость чего-либо, особенно недвижимости.

## Климат
Климат в Долине Садов довольно подобен остальной части города с изменениями в 5 градусов Цельсия между некоторыми его районами. Из-за довольно высокого возвышения долины, здесь теплое и приятное и холодная дождливая зима со снегом. В Абдуне бывает более тёплая температура из-за его возвышения, в отличие от остальной части района, однако зимой температура во всех районах города одинаковая. Зимой в Долине обычно не бывает ветров, однако днём и ночью долго бывают бризы. В среднем летом температура колеблется от 15 °C (59 °F) к 30 °C (86 °F), и зимний диапазон температур от −4 °C (25 °F) к 6 °C (43 °F). Нужно отметить, что весь город определённо страдает от тумана в течение зимы, и несколько интенсивного тумана или смока в течение лета.